# 채널 뉴스아시아

CNA의 실제 로고

채널 뉴스아시아(영어: Channel NewsAsia, CNA, 문화어: 아시아 소식 통로)는 싱가포르의 방송이다. 싱가포르 방송 협회에 소속되어 있다. 대한민국에서는 SK브로드밴드를 통해 165번을 이용하여 시청 할 수 있으며, 실시간 TV 방송도 지원이 가능하다.